# 방송체조
방송체조(放送體操, 또는 라디오체조)는 중국 대륙, 일본, 대만 등의 지역에서 많이 알려진 체조이며, 연습자가 아주 많은 스포츠 운동이다.
방송체조의 기원은 미국이며. 초기에는 미국 보건 산업의 일부분이었다. 이후에 일본 정부가 국민 건강 증진을 목표로 1928년 방송체조 제1세트를 만들으며, 일본방송협회의 방송국 라디오를 통해 매일 방송되었다.
방송 체조는 맨손 체조의 일종이며, 별도의 도구나 장비 없이 장소만 있으면 할 수 있는 체조이다. 보통 체조할 때에는 체조 음악과 함께 체조하지만, 입으로 하는 구령, 지위, 또는 리듬으로도 할 수 있다.
방송체조는 일반적으로 8에서 10개의 동작이있고, 매 동작마다 2~4개의 8박자 또는 하나의 8박자가 기본 동작이다. 보통은 하나의 8박자 앞에 4박자와 뒤에 4박자가 좌우로 대칭한다.
모든 체조 동작을 끝내면, 몸의 모든 부위가 단련된다.

## 중국 대륙
중화전국체육총회에서 제1~9세트의 방송체조를 발표한 적이 있다, 그외에도 국가체육총국에서도 <<대중 방송체조>>을 널리 보급 한적도 있다.
초등학교와 중학교에서, 보통 학교에서 매일 방송체조를 연습한다.

## 중국 학교
방송체조와 눈체조는 중국의 초중학교에서 하는 대표적인 체조이다. 학교에서 정한 이 두 개의 체조는 중국의 모든 초등학교, 중학교에서 의무적으로 하는 체조이다.